# Dracula simia
Dracula simia, nazywana także małpim storczykiem – gatunek epifytycznego storczyku pierwotnie zaliczanego do rodzaju Masdevallia, ale później przeniesionego do rodzaju Dracula. Słynie głównie z charakterystycznego wyglądu kwiatu przypominającego małpią głowę. Roślina kwitnie o każdej porze roku z kilkoma kwiatami na kwiatostanie, które otwierają się sukcesywnie. Kwiaty tej rośliny wydzielają zapach dojrzałej pomarańczy.